# Jonas Gladnikoff
Jonas Gladnikoff, švedski besedilopisec in glasbeni producent, *11. januar 1985, Täby, Švedska.
Pesmi je začel pisati že zgodaj. V življenju se je kasneje preselil na Åland na Finsko, preden se je na koncu ustalil v Stockholmu. Gladnikoff je napisal več pesmi za pevce iz cele Evrope, najbolj pa je znan po pisanju pesmi za različne nacionalne predizbore za Pesem Evrovizije. Študiral je pisanje pesmi na Akademiji za glasbeno produkcijo Musikmakarna, kjer je diplomiral leta 2006. Je soavtor pesmi, ki je leta 2019 zastopala Irsko na tekmovanju za Pesem Evrovizije, ki se je v finalu uvrstila na 23. mesto. Pesem z naslovom »Et Cetera« sta izvedli pevki Sinéad Mulvey in Black Daisy v Moskvi v Rusiji. Kasneje je napisal še nekaj pesmi za irske predstavnike. Med napisanimi pesmimi je večina namenjenih za nacionalne predizbore za Pesem Evrovizije.

## Evrovizijske pesmi
- Sinéad Mulvey in Black Daisy s pesmijo »Et Cetera«, Pesem Evrovizije 2009, Irska, 11. mesto v  polfinalu
- Niamh Kavanagh s pesmijo »It's for You«, Pesem Evrovizije 2009, Irska, 23. mesto v finalu
- Can-linn in Kasey Smith s pesmijo »Heartbeat«, Pesem Evrovizije 2014, Irska, 12. mesto v polfinalu

## Pesmi Mladinske Evrovizije
- Aimee Banks s pesmijo »Réalta na mara«,Mladinska pesem Evrovizije 2015, Irska, 12. mesto
- Taylor Hynes s pesmijo »IOU«, Mladinska pesem Evrovizije 2018, Irska, 15. mesto
- Anna Kearney s pesmijo »Banshee«, Mladinska pesem Evrovizije 2019, Irska, 12. mesto

## Pesmi na nacionalnih izborih
2006
- Ingrid Jushi s pesmijo »Po dhe jo«, izločena v polfinalu izbora

2007
- Charlene & Natasha s pesmijo »Open your eyes«, izločena v polfinalu izbora
- Edgaras Kapocious s pesmijo »I Will Survive Without You«, izločen 10. mesto v četrtfinalu izbora

2009
- Hera Björk s pesmijo »Somday«, drugouvrščena v izboru
- Sinéad Mulvey & Black Daisy s pesmijo »Et Cetera«, zmagovalki izbora

2010
- Kafka & Ruta s pesmijo »Tonight«, 4. mesto v polfinalu
- Niamh Kavanagh s pesmijo »It's for You«, zmagovalka izbora

2011
- J.Anvil s pesmijo »Topsy Turvy«, 10. mesto
- Nikki Kavanagh s pesmijo »Falling«, drugouvrščena v izobu
- Melissa s pesmijo »Sueños rotos«, 5. mesto
- Auryn s pesmijo »Volver«, drugouvrščeni v izboru
- Filipa Ruas s pesmijo »Tensão«, 4. mesto

2012
- Ana Mardare s pesmijo »This Must Be Love«, 13. mesto

2013
- Birgitta Haukdal s pesmijo »Meðal Andanna«, tretjeuvrščena v izboru
- Davids & Dinara s pesmijo »Fool In Love«, 11. mesto
- Mónika Hoffmann s pesmijo »Hullócsillag«, izločena v polfinalu
- Svetlana Bogdanova s pesmijo »Conquer My Heart«, 11. mesto
- Diana Hetea s pesmijo »I Believe In Love«, 12. mesto v polfinalu

2014
- VIG Roses s pesmijo »Silent Tears«
- Can-linn & Kasey Smith s pesmijo »Heartbeat«, zmagovalci izbora

2015
- Emily Charalambous s pesmijo »Right In«, 11. mesto
- Jurgis Bruzga s pesmijo »Sound of Colours«, 5. mesto

2016
- Deborah C s pesmijo »All Around the World«, 11. mesto
- Dominic s pesmijo »Fire Burn«, 13. mesto
- Corazon s pesmijo »Falling Grass«, 8. mesto
- Kristel Lisberg s pesmijo »Who Needs a Heart?«, brezuvrstitve
- Annica Milán & Kimmo Blom s pesmijo »Good Enough«, 5. mesto
- Xandra s pesmijo »Superhuman«, izločena v polfinalu

2017
- Deborah C & Josef Tabone s pesmijo »Tonight«, 7. mesto
- Virgis Valuntonis s pesmijo »Victorious«, izločen v polfinalu
- Xandra s pesmijo »Walk On By«, 5. mesto

2018
- Eleanor Cassar s pesmijo »Back to Life«, 5. mesto
- Matthew Anthony s pesmijo »Call 2morrow«, 7. mesto
- Avenue Sky s pesmijo »We Can Run«, 9. mesto
- Angie Ott s pesmijo »A Thousand Times«, 5. mesto
- Johnny Bădulescu s pesmijo »Devoted«, 4. mesto v polfinalu
- Endless & Maria Grosu s pesmijo »Thinking About You«, 6. mesto v polfinalu
- Xandra s pesmijo »Try«, 9. mesto
- MIHAI s pesmijo »Heaven«, 7. mesto
- Suren Poghosyan s pesmijo »The Voice«, 10. mesto v polfinalu
- Nina Petković s pesmijo »Dišem«, 5. mesto
- Fókus s pesmijo »Aldrei gefast upp"/"Battleline«, 5. mesto

2019
- Nicola s pesmijo »Weight of the World«, izločena v polfinalu
- Maxim Zavidia s pesmijo »I Will Not Surrender«, drugouvrščen v izboru

2022
- Leya Leanne s pesmijo »Naked«, 9. mesto
- MØISE s pesmijo »Guilty«, 10. mesto